# 봄슬랑
봄슬랑(아프리칸스어: boomslang [ˈbuəmslaŋ])은 사하라 이남 아프리카에만 사는 독사다. 뱀과 뱀아과 봄슬랑속의 유일종이다.
성체 봄슬랑의 평균 신장은 100-160 센티미터다. 183 센티미터를 넘는 개체도 발견된 바 있다. 눈이 매우 크고, 머리는 달걀꼴이다. 색상은 매우 다양하다. 수컷은 연녹색 비늘에 비늘 가장자리는 검거나 푸른 색이 보통이나, 암컷은 갈색일 수도 있다. 체중은 175-510 그램으로, 평균 체중은 299.4 그램이다.
이 종은 머리와 목이 분명히 구분되고, 안각돌출선이 두드러진다. 눈이 매우 크고 땡그랗다. 봄슬랑은 완벽한 시력을 갖추고 있으며, 물체를 더 잘 보기 위해 머리를 좌우로 흔드는 모습이 자주 관찰된다. 위턱 치열은 앞쪽에 작은 앞니 일고여덟 개가 있고, 그보다 안쪽, 두 눈 아래 위치에 구부러진 독니가 있다. 아래턱도 거의 같다. 몸통은 살짝 편평하다. 배면 비늘은 매우 좁고 사선으로 배치된 튼튼한 모비늘로, 19열 또는 21열이다. 꼬리는 길고, 복면 비늘은 164-201개다. 항문판은 나뉘어 있고, 꼬리아래비늘은 91-131개다.

## 분류학
현재는 봄슬랑 1종이 봄슬랑속의 유일종이지만, 예전에는 많은 종이 이 속에 딸려 있었다. "봄슬랑"이라는 이름은 아프리칸스어로 "나무뱀"이라는 뜻이다. "봄"이 "나무"이고, "슬랑"이 "뱀"이다. 봄슬랑속은 잔가지뱀속(Thelotornis), 눈선명나무뱀속(Thrasops), 칼이빨나무뱀속(Rhamnophis), 칼이빨덩궁뱀속(Xyelodontophis)과 근연관계에 있다고 여겨지며, 이 속들과 함께 봄슬랑족(Dispholidini)을 이룬다.
현재 봄슬랑 종에는 승명아종을 포함해서 3개 아종이 인정된다.
- D. t. typus (A. Smith, 1828): 승명아종
- D. t. kivuensis Laurent, 1955
- D. t. punctatus Laurent, 1955

## 생식
봄슬랑은 난생이며, 암컷은 나무둥치의 구멍이나 썩어가는 통나무 속에 한 번에 30개 이하의 알을 낳는다. 알은 부화하기까지 평균 3개월이 걸리며, 상대적으로 오래 걸리는 편이다. 수컷 새끼는 회색에 파란 반점이 있고, 암컷 새끼는 창백한 갈색이다. 몇 년에 걸쳐 새끼는 성체와 같은 색상으로 변해간다. 막 부화한 새끼의 크기는 약 20 센티미터이며 사람에게 무해하다. 그러나 신장이 45 센티미터에 이르고 허리둘레가 어른 새끼손가락만큼 굵어지면 치명적인 독을 갖추게 된다.

## 습성과 식성
봄슬랑은 주행성이며, 거의 전적으로 교목성 수상생활을 한다. 겁이 많아서 먹이보다 큰 것을 보면 무엇이건 도망간다. 먹이로는 카멜레온을 비롯한 교목성 도마뱀, 개구리, 그리고 드물게 소형 포유류나 조류를 먹으며, 새 둥지에서 알을 먹기도 한다. 모든 먹이는 통째로 삼킨다. 봄슬랑은 다른 뱀도 먹을 수 있으며, 동종포식도 한다. 날씨가 선선해지면 휴면상태에 들어가는데, 보통 베짜는새의 둥지 속에 들어가 또아리를 틀고 잠든다.

## 독성
뱀과의 독사들은 대개 독선과 송곳니가 작아서 사람에게 무해하다. 하지만 봄슬랑은 매우 강한 독을 가지고 있으며, 독니 역시 큰 예외사례에 속한다. 봄슬랑은 물 때 입을 170도까지 벌릴 수 있다. 봄슬랑의 사독은 출혈독이다. 물리면 혈액응고가 되지 않아 내출혈과 외출혈을 일으키며 죽게 된다. 근육과 뇌에 내출혈을 일으키는 것이 관찰된 바 있다. 그 외에도 두통, 욕지기, 졸음, 정신장애를 일으킨다.
봄슬랑의 독은 천천히 듣기 때문에, 처음 물리고 나서 증상이 발현할 때까지 몇 시간이 걸릴 수 있다. 이것은 항독소 처치를 받기까지 충분한 시간이 주어진다는 뜻이기도 하지만, 피해자가 무독성이나 약독성 뱀에게 물린 줄 착각하고 사태의 심각성을 과소평가하게 만들 수도 있다. 또한 사독은 모든 뱀마다 경로생리적 기작이 다르게 작동하기 때문에, 환자마다 임상적으로 증상이 다르게 나타날 수 있다.
성체 봄슬랑은 1.6-8 밀리그램의 독을 품고 있다. 생쥐에게 정맥주사햇을 때의 반수치사량은 0.1 mg이다. 0.071 mg도 보고된 바 있다.
1957년 미국의 양서파충류학자 칼 패터슨 슈미트가 어린 봄슬랑에게 물려 죽었는데, 그는 자신을 희생해 봄슬랑 사독의 치사량을 알아낼 수 있으리라 생각하고, 죽기 직전까지 자기가 경험하는 증상을 기록했다. D. S. 채프먼은 1919년에서 1962년 사이에 8건의 봄슬랑 피해를 보고했는데, 그 중 2건이 사망에 이르렀다.
봄슬랑의 사독항독소는 1940년대에 개발되었다. 남아프리카 국민보건연구원(NHLS) 산하 백신생산국(SAVP)에서 봄슬랑 물림에 처치하기 위한 1가항독소를 생산하고 있다. 또한 항독소 처치 없이 24-48시간이 지났을 경우 수혈도 필요하다.
봄슬랑은 소심한 종이기 때문에, 대개 물림사고는 사람이 봄슬랑을 건드리거나 잡거나 죽이려 할 때 발생한다. 궁지에 몰린 봄슬랑은 물기 전에 목을 부풀리고 S자꼴 형태를 취하고 공격태세를 갖춘다. 이와 같은 데이터들은 봄슬랑이 그 서식지에서 인간의 주요 사망원인이 되지는 않는다는 결론을 시사한다.